# Tuébi
Le Tuébi est un torrent du département des Alpes-Maritimes, dans la région Provence-Alpes-Côte d'Azur, et un des premiers affluents gauches du fleuve le Var.

## Géographie
Le Tuébi prend source au versant sud de la montagne de l'alphabet et du Peyre de Vic (2 515 m), près du col de Crous (2 204 m), sur la commune de Péone, à 2 160 m d'altitude.
De 11,7 km de longueur, il coule globalement du nord-est vers le sud-ouest en formant un arc, ou une bosse au sud-est, et traverse Péone.
Il conflue en rive gauche du Var sur la commune de Guillaumes, à 791 m d'altitude, juste en face de la confluence du ravin de la Frache.

### Communes et canton traversés
Dans le seul département des Alpes-Maritimes, le Tuébi, traverse les deux communes suivantes, dans le sens amont vers aval, de Péone (source) et Guillaumes (confluence).
Soit en termes de cantons, le Tuébi prend source et conflue dans le même canton de Vence, dans l'arrondissement de Nice, et dans l'intercommunalité de communauté de communes Alpes d'Azur.

### Bassin versant
Le Tuébi traverse une zone hydrographique « le var du vallon de Costa Plana au ravin de Chaudan » (Y601) de 335 km2 de superficie. Ce bassin versant est constitué à 97,74 % de « forêts et milieux semi-naturels », à 2,15 % de « territoires agricoles », à 0,06 % de « territoires artificialisés »,. 
Les cours d'eau voisins sont l'Ardon et le vallon de Roya au nord, le vallon de Roya au nord-est, la Vionène et le Cians à l'est, le Cians au sud-est, la Roudoule au sud, le Var au sud-ouest, à l'ouest et au nord-ouest,.

### Organisme gestionnaire
L'organisme gestionnaire est le SMIAGE ou Syndicat Mixte Inondations, Aménagements et Gestion de l'Eau maralpin, créé en le 1er janvier 2017 , et s'occupe désormais de la gestion des bassins versants côtiers des Alpes-Maritimes, en particulier de celui du fleuve le Var. Celui-ci « a été reconnu comme EPTB, avec les félicitations du jury, lors de la séance du comité de bassin de l’Agence l’eau Rhône-Méditerranée-Corse du vendredi 22 juin 2018 car il porte à la fois des politiques liées à la prévention du risque inondation et la gestion des milieux aquatiques »,.

## Affluents
le Tuébi a sept tronçons affluents contributeurs, tous de moins de six kilomètres de longueur :
- le ravin de la Lavanche (rg[note 3]), 5 km
- le vallon d'Aigue Blanche (rg), 5 km
- le vallon des Anseignues (rd), 4 km ou vallon des Abéourouns en partie haute
- la Vallon des Pénettes (rg), 4 km ou vallon d'Alpreyt en partie haute qui vient de la station de ski de Valberg avec un affluent :
  - le vallon de la Palud (rg), 2 km
- le ravin de la Cougardi (rg), 0,5 km
- le vallon du Mercier (rg), 1 km dans la forêt domaniale du Val Daluis.
- le vallon de Pabane (rd), 1 km
- le vallon de l'Ubac (rg), 1 km

### Rang de Strahler

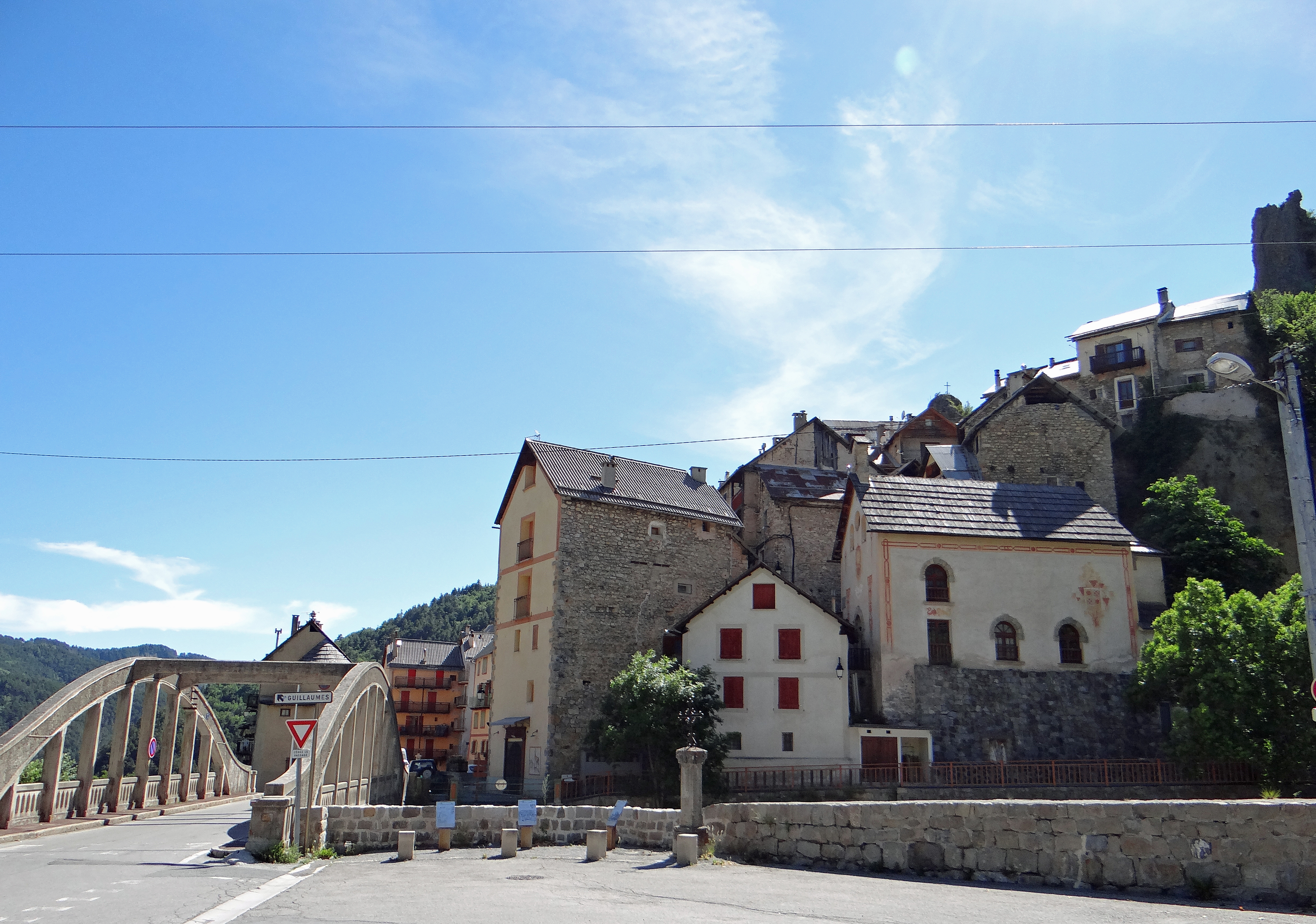
pont sur le Tuèbi à l'entrée de Péone

Donc le rang de Strahler du Tuébi est de trois par le vallon des Pénettes et la Vallon de la Palud.

## Hydrologie
Son régime hydrologique est dit nivo-pluvial.